# Roger Kahn
Roger Kahn (Brooklyn, Nueva York, 31 de octubre de 1927-Mamaroneck, 6 de febrero de 2020) fue un escritor estadounidense, más conocido por su libro de béisbol de 1972 The Boys of Summer.

## Biografía
Hijo de Olga (Rockow) y Gordon Jacques Kahn, profesor y editor. Asistió a la Academia Froebel, una escuela preparatoria, luego a la Escuela Secundaria Erasmus Hall en Brooklyn. Asistió a la Universidad de Nueva York de 1944 a 1947.
En 2004, fue nombrado como el cuarto profesor visitante de Periodismo en Sr. James H. Ottaway en SUNY New Paltz. Fue profesor en las Universidades de Yale, Princeton y Columbia.

## Trayectoria
Kahn comenzó su carrera periodística en 1948, cuando consiguió un trabajo como copista para el New York Herald Tribune. Se convirtió en editor deportivo para Newsweek en 1956, y editor general del Saturday Evening Post en 1963. Su libro más conocido es The Boys of Summer (1972), que examina la relación con su padre a través del prisma de su afecto compartido por los Dodgers de Brooklyn. En 2002, un panel de Sports Illustrated colocó a The Boys of Summer en segundo lugar en una lista de "Los cien mejores libros de deportes de todos los tiempos".

## Premios
- Kahn fue incluido en el Salón de la Fama del Deporte Judío Nacional el 30 de abril de 2006.
- Ganó el Premio EP Dutton al mejor artículo de revista deportiva del año cinco veces.[5]

## Vida personal
Kahn se casó con Joan Rappaport en 1950; se divorciaron en 1963. Su primera hija, Elizabeth, murió un día después de su nacimiento en 1954. Su hijo, Gordon Jacques, nació en 1957. Kahn se casó con su segunda esposa, Alice Lippincott Russell en 1963 se divorciaron en 1974. Tenían un hijo, Roger Laurence, en 1964, y una hija, Alissa Avril, en 1967. Su hijo, Roger, se suicidó en 1987.
Kahn vivía en la comunidad de Hudson Valley de Stone Ridge, Nueva York, con su tercera esposa, Katharine Colt Johnson, psicoterapeuta, con quien se casó en 1989.
Kahn murió en Mamaroneck, Nueva York, en febrero de 2020 a la edad de 92 años.